# Nuclear War
Nuclear War ist ein 1989 erschienenes Kriegs-Computerspiel mit deutlich satirischen Zügen. Der Spieler übernimmt die Führung eines imaginären Landes in einem comicähnlichen Atomkrieg.

## Spielkonzept
Der Spieler übernimmt den mittleren von fünf nicht näher identifizierbaren Kontinenten auf der Teilansicht einer Weltkugel. Die vier äußeren Kontinente werden von Computergegnern übernommen, die realen Politikern des 20. Jahrhunderts nachempfunden sind. Zur Verfügung stehen Comicversionen von Richard Nixon, Jimmy Carter, Ronald Reagan, Margaret Thatcher, Michail Gorbatschow, Fidel Castro, Muammar al-Gaddafi, Ruhollah Chomeini, Mohandas Gandhi und Mao Zedong. Jeder Kontinent beherbergt fünf Städte, die durch jeweils eine Behausung dargestellt werden. Die Art der Behausung hängt von ihrer Bevölkerungszahl ab und reicht von einem Campingzelt bis zu einem hypermodernen Glaspalast. Jeder Spieler beginnt mit einem kleinen Startarsenal von Trägerraketen, Bombern, Sprengköpfen und/oder Abwehrsystemen.
Der menschliche Spieler sowie die Computerspieler können in jeder Runde eine der folgenden Aktionen wählen:
- Rüstung: Der Spieler pausiert eine Runde, dafür wird sein Arsenal um eine nicht im Voraus bestimmbare Menge an Rüstungsgütern ergänzt.
- Bereitstellen eines Trägersystems: Der Spieler stellt aus seinem Arsenal ein Trägersystem (Rakete oder Bomber) mit einer bestimmten Kapazität (10, 20, 50 oder 100 Megatonnen TNT) bereit.
- Nuklearangriff: Hat der Spieler in der vorigen Runde ein Trägersystem bereitgestellt, kann er dieses mit einem Sprengkopf der entsprechenden Kapazität bestücken und eine gegnerische Stadt auswählen, die damit beschossen werden soll.
- Aufstellen eines Abwehrschirms: Macht sämtliche in der betreffenden Runde auf das Land abgeschossenen Raketen bzw. entsandten Bomber zuverlässig unschädlich.
- Propaganda: Versucht, aus einer wählbaren gegnerischen Stadt Bevölkerung in das eigene Land abzuziehen. Eine sehr fehleranfällige Maßnahme, die leicht ins Gegenteil umschlagen oder in einem unvorhergesehenen Ereignis enden kann.

Hat der Spieler seine Entscheidung getroffen, werden die Aktionen reihum auf der Weltkarte ausgeführt. Nuklearangriffe und Propagandaaktionen reduzieren die Bevölkerung der betroffenen Stadt. Die Computergegner merken sich in gewissem Rahmen, wer sie zuletzt angegriffen hat und neigen zur Vergeltung. Dabei tragen die Computergegner Züge ihrer realen Vorbilder. Der kalte Krieger Reagan bombardiert recht zuverlässig immer den, mit dem er den stärksten Konflikt hat; Gandhi und Carter bedienen sich bevorzugt der "friedlichen" Propaganda und Gaddafi ist ziemlich unberechenbar. Sinkt die Bevölkerung einer Stadt auf Null, ist sie für den Rest des Spiels verloren. Ein Spieler hat verloren, wenn alle seine fünf Städte zerstört sind. Er scheidet aus dem Spiel aus, vorher wird aber noch sein restliches Nukleararsenal auf die anderen Spieler verschossen.
Gewonnen hat derjenige Spieler, der am Ende übrigbleibt. Er wird im Schlussbildschirm jubelnd in einem Strahlenschutzanzug vor einer atomaren Wüste gezeigt. Es kann jedoch sein, dass nach dem Verfeuern der Restarsenale ausgeschiedener Spieler kein anderer Spieler mehr übrigbleibt. In diesem Fall explodiert die Erde.
Der Sieg im Spiel hat mindestens ebenso viel mit Glück zu tun wie mit der richtigen Strategie. Wichtig ist eine große Startbevölkerung. Ansonsten hängt viel davon ab, dass sich die Computergegner gegenseitig bekämpfen und nicht den Kontinent des Spielers beschießen. Allenfalls kann man versuchen, sich zurückzuhalten oder auf einen Gegner zu konzentrieren, der schon mit jemand anderem Krieg führt.

## Satirischer Aspekt
In Nuclear War wird der nukleare Weltkrieg als putziges Sandkastenspiel egomanischer Staatenlenker dargestellt. Alles ist in leuchtenden Farben gehalten, nette kleine Bomber werden hin- und hergeschickt und Blut ist im ganzen Spiel nicht zu sehen. Jede einzelne Aktion wird vom Programm kommentiert – manchmal lakonisch („21 million killed by nuclear weapon“), manchmal verharmlosend („Bomb shelters in use. Only 4 million killed.“), manchmal launig oder ironisch. Auch die Computergegner geizen nicht mit Kommentaren.
Die in der Einheit Millionen gezählte Bevölkerung der Kontinente dient nur als Kanonenfutter und zur Rüstungsproduktion. Raketen- und Bombermodelle haben ganz wie im richtigen Leben martialische, verniedlichende oder euphemistische Namen. Hinzu kommt die kurze Dauer des Spiels von etwa 10 Minuten. Ist die Erde kaputt, kann man gleich wieder neu anfangen. Auch Filmzitate wie der Ritt auf der Atombombe aus Dr. Seltsam oder: Wie ich lernte, die Bombe zu lieben oder das Kuh-Katapult aus Die Ritter der Kokosnuß wurden verarbeitet.

## Rezeption
Das Spiel wurde nach seinem Erscheinen sehr unterschiedlich aufgenommen. Bewertungen in Testmagazinen reichten von Ablehnung („very limited game“, 1 von 6 Punkten) bis Begeisterung („fantastic game“, 88 von 100 Punkten).
Manche fanden es vollkommen geschmacklos, andere freuten sich über treffende Satire, schwarzen Humor und etliche Filmzitate. Hinsichtlich des Gameplays wurde die innovative Spielidee gewürdigt, während die durch das immer gleiche Szenario fehlende Langzeitmotivation kritisiert wurde.
Bewertungen deutschsprachiger Spielezeitschriften:
- ASM: 8 von 12 Punkten
- Amiga Joker: 38 %
- Power Play: 73 %